# Scharlachroter Stäublingskäfer
Der Scharlachrote Stäublingskäfer (Endomychus coccineus) ist ein Käfer aus der Familie der Stäublingskäfer.

## Merkmale
Die Käfer haben eine Länge von vier bis sechs Millimetern und sind damit die größten mitteleuropäischen Stäublingskäfer. Der ovale Körper ist lebhaft rot gefärbt. Glänzend schwarz sind der Kopf, ein Streifen in der Halsschildmitte, vier gleichmäßig verteilte Flecke auf den Flügeldecken (zwei rechts und zwei links) sowie die Fühler. Auch die Beine sind dunkel. In seltenen Fällen ist der Halsschild komplett rot, auch die schwarzen Flecke auf den Flügeldecken können fehlen. Stäublingskäfer sind mit den Marienkäfern verwandt. Aufgrund der Form und der Flügeldeckenzeichnung ist der englische Name des Käfers False Ladybird: Falscher beziehungsweise Unechter Marienkäfer.
Die Art sieht dem Kreuzbinden-Pilzkäfer (Mycetina cruciata), ebenfalls ein Stäublingskäfer, ähnlich. Bei diesem, der ein bisschen kleiner ist, ist das Rot jedoch heller bis hin zu einem Orange und die Flügeldecken haben keine großen Punkte, sondern weisen eine schwarze Kreuzzeichnung auf. Von Marienkäfern mit ähnlichen Zeichnungen ist der Scharlachrote Stäublingskäfer dadurch zu unterscheiden, dass er deutlich flacher ist und die Fühler länger sind.

## Vorkommen und Lebensweise

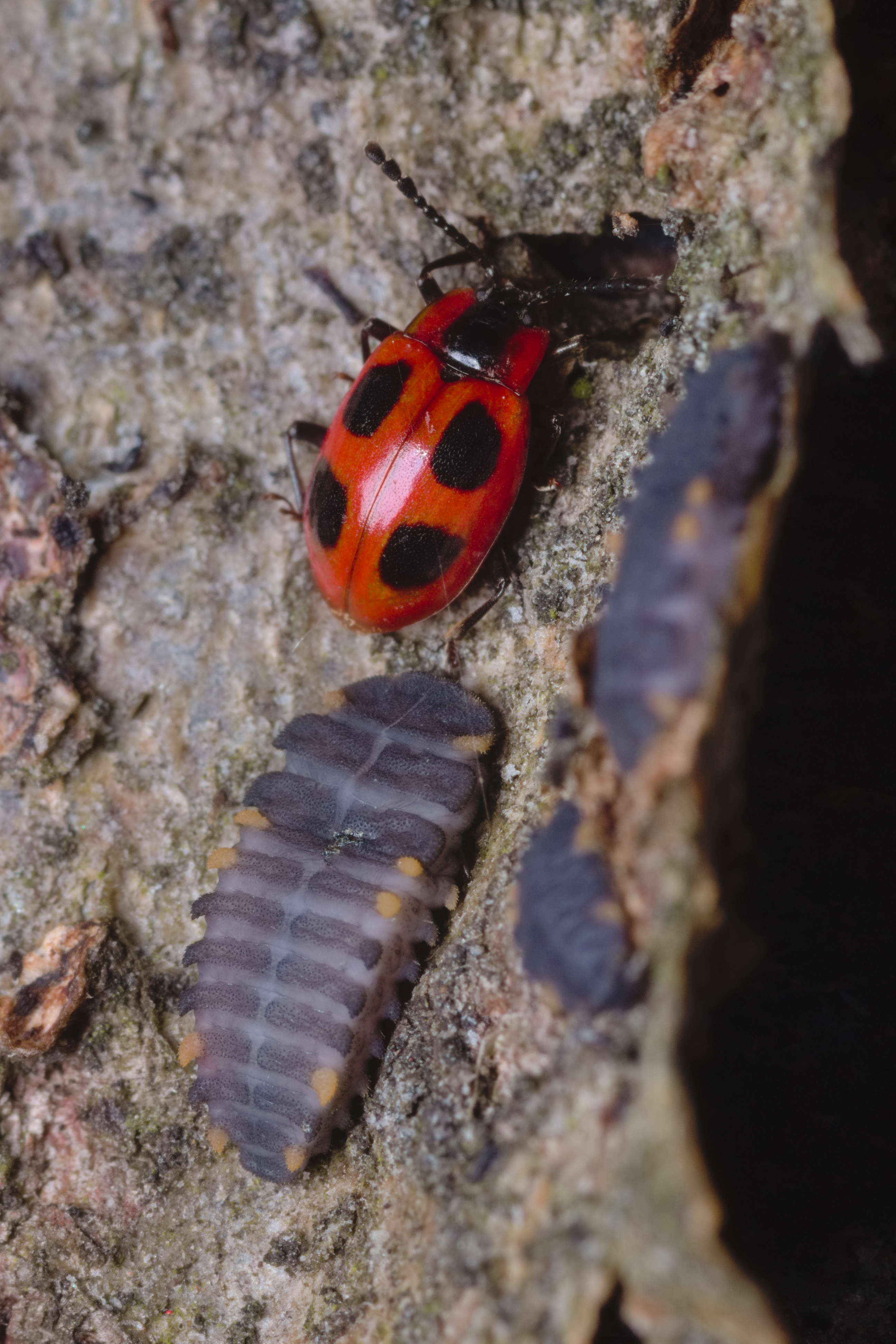
Larve und Käfer des Scharlachroten Stäublingskäfers

Scharlachrote Stäublingskäfer sind hauptsächlich in Mitteleuropa und Skandinavien zu finden.
Die Larven kriechen auf Baumpilzen herum, unter anderem dem Violetten Knorpelschichtpilz (Chondrostereum purpureum), von denen sie sich ernähren, zum Beispiel auf alten Birkenstümpfen. Von dunkler Farbe haben sie gelbe bis orange Flecke symmetrisch im Seitenbereich der segmentierten Oberseite, und zwar jeweils am Kopfschild, sowie am dritten, vierten, achten und zehnten Segment. Brutparasitismus findet gelegentlich durch Erzwespen der Art Endomychobius endomychi statt, die ihre Eier in die Puppen des Scharlachroten Stäublingskäfers ablegen. Die fehlgebildeten Imagines des Käfers sind dann nicht lebensfähig.
Man findet die Käfer bodennah an verpilzten Laubhölzern wie Birken und Rotbuchen, wo sie sich ebenfalls von Pilzen ernähren. Die Käfer können auch in verrottendem Laub und an Pilzgeflechten unter Rinde angetroffen werden. Die Flugzeit reicht von April bis Juni.